# Ptomophyle
Ptomophyle is een geslacht van vlinders van de familie spanners (Geometridae), uit de onderfamilie Sterrhinae.

## Soorten
- P. inflexa Herbulot, 1998
- P. subcarnea (Warren, 1902)